# Международные Дельфийские игры (МДК)
Дельфийские игры — комплексные соревнования профессионалов в области искусства, Высший форум искусств, объединяющий культурное разнообразие мира и дающий талантливым людям возможность самореализации и роста.
Игры проводятся под эгидой Комитета РФ по делам ЮНЕСКО, Совета Европы, высшего руководства различных стран мира.

## Формат проведения
Игры являются крупным мероприятием (более 2000 участников), проходящим в течение 6—7 дней. Игры состоят из: официальной церемонии открытия, конкурсной и фестивальной программ, международной конференции, дня делегаций, официальной церемонии закрытия и гала-концерта победителей.
В Играх участвуют как коллективы, так и сольные исполнители прошедшие отбор на национальном уровне и сформированные в сборные команды, участвующих в Играх стран.
Возраст участников на момент проведения:
- Дельфийских игр — любой;
- молодёжных Дельфийских игр — от 10 лет до 25 лет (в рамках номинаций может быть предусмотрено разделение на возрастные группы).

| День | Мероприятия |
| ---- | --- |
| 1—2  | Заезд и аккредитация участников и гостей Игр |
| 2—5  | Репетиции, конкурсная и фестивальная программа Игр |
| 2    | Официальное открытие Игр: театрализованное представление, состоящее из 3 разделов: история Дельфийских игр, официальная часть (включающая выступления VIP-гостей и официальных лиц, поднятие флага, и зажжение факела), демонстрация культурных традиций принимающей стороны. |
| 4    | Международная конференция |
| 5    | Официальное закрытие Игр (Гала-концерт победителей и призёров Игр) |
| 6    | Отъезд участников и гостей Игр |

Игры проводятся в разных городах разных стран. Для проведения конкурсов по различным номинациям предоставляются лучшие объекты культуры (консерватории, концертные залы, театры, и проч.) — все номинации проводятся на отдельных площадках, иногда одновременно.
В рамках Дельфийских игр отработаны соревнования по 48 номинациям: альт, фортепиано, скрипка, баян/аккордеон, балалайка, виолончель, валторна, флейта, труба, кларнет, домра, саксофон, ударные инструменты, академическое пение, сольное народное пение, ансамблевое народное пение, эстрадное пение, авторская песня, фольклорные ансамбли, классический танец, современный танец, народный танец, театр, джаз, художественное чтение, пантомима, цирковое искусство, ди-джей, фотография, изобразительное искусство, граффити, веб-дизайн, тележурналистика, искусство воспитания, телевидение, мультипликация, короткометражный художественный фильм, скульптура, архитектура, ландшафтный дизайн, кулинарное искусство, дизайн одежды, парикмахерское искусство, флористика, социальная реклама, сохранение народных художественных промыслов, народные инструменты, электронный клавишный инструмент.
В жюри, формируемое по каждой дисциплине, входят видные деятели культуры и искусства, около 100—150 человек.
Жюри определяет победителей и призёров по номинациям конкурсной и фестивальной программ Игр, которые награждаются на официальных церемониях медалями и дипломами с символикой Игр.
Организацию и проведение Игр осуществляют совместно Дельфийская организация принимающей стороны, государственные и муниципальные органы власти при поддержке заинтересованных организаций. Игры проводятся под патронатом Международного Дельфийского комитета. Руководство подготовка и проведение Игр осуществляются Организационным комитетом и Дирекцией.

## Международный Дельфийский комитет

Логотип Международного Дельфийского комитета

Международный Дельфийский комитет (МДК) является организацией, проводящей Дельфийские игры. Штаб-квартира организации расположена в Москве. Комитет был зарегистрирован в октябре 2003 года, тогда же начал свою деятельность. Под его патронатом прошло более десятка Игр, в том числе 7 Игр международного масштаба. Каждое из этих мероприятий собрало как минимум тысячу деятелей искусства. В деятельности Международного Дельфийского комитета (штаб-квартира в Москве) принимают участие представители 115 стран.
10 октября 2013 года исполнилось 10 лет со дня создания Международного Дельфийского комитета (штаб-квартира в Москве) — головной организации по подготовке и проведению Дельфийских игр.

## Международное Дельфийское движение
Задачами Международного Дельфийского движения, возглавляемого МДК, являются:
- подготовка и проведение региональных, национальных, международных и всемирных Дельфийских игр;
- материальная поддержка деятелей и организаций культуры, искусства, образования и науки;
- поиск и оказание помощи талантам в реализации их творческих способностей;
- пропаганда и развитие Международного Дельфийского движения;
- продвижение и распространение общечеловеческих ценностей посредством искусства;
- сохранение мирового культурного наследия;
- духовное воспитание подрастающего поколения;

## Игры

### Вторые Всемирные Дельфийские игры (2008)

С 19 по 25 сентября 2008 года в Саратове прошли Вторые Всемирные Дельфийские игры — международное мероприятие в области культуры.
Подготовку и проведение Игр осуществили Международный Дельфийский комитет (штаб-квартира расположена в Москве) совместно с Национальным Дельфийским советом России и Правительством Саратовской области. Поддержку осуществили правительственные организации и учреждения, как, например, Министерство культуры Российской Федерации, МИД РФ, Исполнительного комитета Содружества Независимых Государств.
Вторым всемирным Дельфийским играм был предоставлен патронат ЮНЕСКО и Генерального секретаря Совета Европы Терри Дэвиса. В Играх, проводившихся по 14 номинациям народного, классического и современного искусства, приняли участие 1167 представителей 61 страны с 5 континентов. Возраст участников составлял от 9 до 35 лет, около 70 % участников были старше 20 лет. В состав жюри вошли видные деятели и мастера искусств из 21 государства: Австралии, Нидерландов, Польши, Турции, Финляндии, Эстонии и др.
В адрес Игр поступили многочисленные приветствия: от более 100 ведущих политиков России, мноих международных организаций, государственных структур и творческих сообществ из 18 стран, в том числе Австрии, Бенина, Германии, Индии, Китая, Литвы, Монголии, Республики Узбекистан, Словакии, Таиланда, Швеции.
В федеральных информационных источниках была дана положительная оценка ситуации.
Некоторые саратовские воскресные издания и новостные порталы усомнились в статусе и легитимности игр. Однако в федеральной прессе упоминания об этом отсутствовали.
Соревнования прошли в Саратове: в Саратовской государственной консерватории, Саратовском художественном училище им. А. П. Боголюбова, Саратовском государственном академическом театре драмы, Саратовском государственном цирке, Саратовском областном центре народного творчества и пр.
За период соревнований их посетили более 20000 зрителей. Сообщалось о крайне большом ажиотаже со стороны зрителей. В 5 номинациях (тележурналистика, фотография, веб дизайн, социальная реклама, анимация) состязания впервые за историю Дельфийских игр прошли на площадке «Дельфийские игры — Рамблер».
В дни Игр состоялась III международная научно-практическая конференция, в работе которой приняли участие члены Международного Дельфийского комитета, учёные, преподаватели, аспиранты и студенты высших учебных заведений, работники сферы культуры и искусства, представители общественных организаций — всего из 26 стран мира. На конференции были рассмотрены актуальные вопросы развития Дельфийского движения на современном этапе, проблемы межкультурного диалога.

### Первые открытые молодёжные Европейские Дельфийские игры
С 2 по 7 мая 2014 года в городе Волгоград, Российская Федерация в рамках культурного проекта «Дельфийский Волгоград — 2014» состоялись Первые открытые молодёжные Европейские Дельфийские игры, проводимые под патронатом Международного Дельфийского комитета (МДК, штаб-квартира расположена в Москве) и ЮНЕСКО.